# Shabuhragan
El Shabuhragan (en persa: شاپورگان‎ Shāpuragān), que significa "[el] libro de Shapur", fue un libro sagrado de la religión Maniquea, escrito por su fundador Mani (c. 210–276 ), escrito originalmente en pahlavi, y dedicado a Shapur I (c. 215-272 CE), el rey contemporáneo del Imperio sasánida persa. El libro estaba concebido para presentar a Shapur la esencia de la nueva religión de Mani, que incluía elementos del Cristianismo, Zoroastrismo y Budismo - las tres religiones preponderantes en el Imperio persa. Se descubrieron fragmentos originales escritos en pahlavi en Turpan, y se han encontrado citas de Biruni en árabe :
De eón a eón los apóstoles de Dios no han cesado de traer su sabiduría y sus obras. De esta forma en una época se manifestaron en los países de India mediante su apóstol el Buda; en otra época, en la tierra de Persia a través de Zoroastro; y en otra en la tierra al oeste a través de Jesús. Posteriormente, en la época actual, la revelación se manifiesta a través de mi persona, Mani, el apóstol del Dios verdadero, en la tierra de Babel (Babilonia - entonces una provincia del Imperio persa).
(de la Cronología de Al-Biruni , citado en "La religión gnóstica", de Hans Jonas, 1958)